# ماهی خواب‌آلود آب شیرین
ماهی خواب‌آلود آب شیرین (نام علمی: Odontobutidae) نام یک تیره از زیرراسته گاوماهی‌واران است.